# Jérôme Jeannet
Jérôme Jeannet (* 26. Januar 1977 in Fort-de-France, Martinique) ist ein ehemaliger französischer Degenfechter. Er ist Olympiasieger und wurde Welt- und Europameister.

## Erfolge
Jérôme Jeannet erzielte insbesondere mit der Mannschaft seine größten Erfolge. Im Einzel war der Gewinn der Europameisterschaft 2007 sein bestes Resultat. Mit der Mannschaft gelang ihm der Titelgewinn jeweils 2002 in Moskau und 2008 in Kiew. Bei Weltmeisterschaften wurde er mit der Mannschaft viermal Weltmeister: 2005 in Leipzig, 2007 in Sankt Petersburg, 2009 in Antalya sowie 2010 in Paris. Im Einzel gewann er 2007 und 2009 Bronze. Zweimal nahm Jeannet an Olympischen Spielen teil. 2004 erreichte er in Athen mit der Mannschaft nach Siegen über die Vereinigten Staaten und Deutschland das Finale. Dieses gewann Frankreich gegen Ungarn mit 43:32, Jeannet wurde somit gemeinsam mit seinem Bruder Fabrice, sowie mit Hugues Obry und Éric Boisse Olympiasieger. Nach dem Olympiasieg wurde er zum Ritter der Ehrenlegion ernannt. Bei den Olympischen Spielen 2008 in Peking wiederholte er diesen Erfolg mit der Mannschaft, die aus den Jeannet-Brüdern und Ulrich Robeiri bestand. Im Finale bezwang die französische Equipe Polen deutlich mit 45:29. In der Einzelkonkurrenz belegte Jeannet den zehnten Platz.